# 茂手木元蔵
茂手木 元蔵（もてぎ もとぞう、1912年6月21日 - 1998年6月25日）は、日本の古代哲学研究者。

## 略歴
山梨県甲府市出身。1938年東京帝国大学文学部哲学科卒。東洋高等学校講師、横浜大学助教授、校名変更で横浜市立大学教授となり、1978年定年退官、名誉教授、大正大学教授を務めた。アリストテレスやルキウス・セネカを専門とする。

## 著書
- 『アリストテレス大道徳論 翻訳と研究 第1巻』私家版 1967
- 『アリストテレス『大道徳学』研究 快楽論および運命論』理想社 1987
- 編著『東西思想よもやま話 無暦庵閑話』北樹出版「フマニタス選書」1988
- 『セネカ入門 セネカと私』東海大学出版会 1994

### 翻訳
- 『アリストテレス全集 第14巻　大道徳学・エウデモス倫理学・徳と悪徳について』岩波書店 1968
- セネカ『人生の短さについて 他二篇』岩波文庫 1980、岩波クラシックス1982、ワイド版1991。他は、心の平静について・幸福な人生について
- セネカ『怒りについて 他一篇』岩波文庫 1980。他は、神慮について
- セネカ『道徳論集』東海大学出版会 1989
- セネカ『道徳書簡集 倫理の手紙集』東海大学出版会 1992
- セネカ『自然研究 自然現象と道徳生活』東海大学出版会 1993